# Ernst Guhl
Ernst Karl Guhl, född den 20 juli 1819 i Berlin, död där den 20 augusti 1862, var en tysk konsthistoriker.
Guhl, som var extra ordinarie professor vid konstakademien, ägnade sig företrädesvis åt den klassiska konstens studium. Han utgav Ephesiaca (1843), Künstlerbriefe (1853–57, 2:a upplagan 1879, översättning och förklaring av Michelangelos, Rafaels, Tizians och andra målares brev) samt den mycket använda läseboken Leben der Griechen und Römer, nach antiken Bildwerken dargestellt (i förening med Koner; 1860–64, 6:e upplagan 1893) med mera. Efter hans död utkom Vorträge und Reden kunsthistorischen Inhalts (1863).